# دييغو أورتيز
دييغو أورتيز (بالإسبانية: Diego Ortiz)‏ هو عازف كمان الساق ‏ وملحن إسباني، ولد في 1510 في طليطلة في إسبانيا، وتوفي في 1570 في نابولي في إيطاليا.

## وصلات خارجية
- دييغو أورتيز على موقع ميوزك برينز (الإنجليزية)
- دييغو أورتيز على موقع أول ميوزيك (الإنجليزية)
- دييغو أورتيز على موقع ديسكوغز (الإنجليزية)